# Druhá súdánská občanská válka
Druhá súdánská občanská válka vypukla v roce 1983 a navazuje na První súdánskou občanskou válku. Válka skončila podepsáním mírové dohody v roce 2005. Celkově si konflikt vyžádal více než 2 miliony životů.

## Počátky konfliktu
K vypuknutí konfliktu došlo prakticky ihned po skončení první súdánské občanské války, kdy se k moci dostal prezident Gaafar Nimeiri, který se pokusil aplikovat islámské právo šaríja. V dubnu 1983 vyhlásil v zemi stanné právo, s cílem rozšířit šaríu i do jižních oblastí země. Součástí zákoníku byly i velice brutální tresty za alkohol a utínání rukou zlodějům. Pro křesťanský jih bylo takovéto zřízení neakceptovatelné a tak došlo k povstání, které bylo vedené tzv. Svobodnou armádou súdánského lidu (SPLA). Vůdcem organizace byl John Garanga.

## První fáze války 1985–1991
Na začátku roku 1985 došlo k velkému nedostatku chleba a paliva v severní části země. V květnu téhož roku byla svržena Nimeriho vláda a k moci se dostal Abdul Rahman Suwar ad-Dahhab. V dubnu téhož roku také došlo k volbám v zemi, za účelem vytvoření civilní vlády.
Zpočátku existovaly dvě hlavní seskupení rebelů: Súdánská osvobozenecká armáda / Súdánské osvobozenecké hnutí (SLA/M) a Hnutí pro spravedlnost a rovnost (JEM),přičemž JEM bylo více ovlivněno islámskou ideologií. Došlo k vytvoření koalice znepřátelených stran, avšak vedoucí postavení si udržela strana Umma, Sadiqa -al-Mahdiho.
V květnu došlo k mírovým jednáním mezi SPLA a muslimskou vládou v Etiopii a vznikla tzv. Koka damská deklarace, která rušila stávající islámský zákoník a volala po svolání další konference. SPLA kontroluje velká území v provincii Equatoria, provincii Bahr al Ghazal a Horní Nil, operuje také v jižní části Darfúru a Kardofáru.
V roce 1988 se obě strany dohodly na mírovém plánu, který obsahoval zrušení vojenských paktů z Egyptem a Libyí, pozastavení výjimečného stavu v zemi, zrušení islámského práva a klid zbraní. Domluvené příměří vydrželo do října 1989, kdy boje znovu vypukly.

## Druhá fáze války 1991–2005
V září 1992 se na jihu země zformovala další skupina, která se připojila k SPLA v boji za autonomii. Jejím vůdcem byl William Nyuon Bany. K SPLA se pak v prosinci 1993 přidala také organizace Kerubina Bola.
V roce 1993 se dohodli vedoucí představitelé Eritreje, Keni, Ugandy a Etiopie na společné mírové iniciativě pro Súdán, pod názvem Mezivládní úřad dohlížející na vývoj (IGDA). Iniciativa požadovala právo na autonomii pro jih Súdánu, upravovala náboženské otázky v zemi, rozdělení moci a bohatství. Súdánská vláda však dokument nepodpořila.
V roce 1995 se spojila v jednu organizaci opoziční hnutí, působící jak v Súdánu, tak v zahraničí a vznikla tzv. Národní demokratická aliance, tento akt otevřel severovýchodní frontu, kde se válka rozostřila a oblast se stala centrem konfliktu.
V roce 1997 se uskutečnila řada schůzek mezi skupinou povstalců, vedenou bývalým Garangovým generálem Riekem Macharem a vládou. Výsledkem schůzek byl uzavřen mír s části povstalců, za podobných podmínek jaké slibovala IGDA. Velká část vůdců povstaleckých skupin po dohodě zůstala v Chartúmu a kolaborovala v neprospěch SPLA.

## Zahraniční pomoc v průběhu války
V roce 1989 souhlasil Sadiq-al-Mahdi s mezinárodní pomocí pro válkou zpustošenou zemi. Plán nazvaný Operace živý Súdán zahrnoval potravinovou pomoc, která se rozdělila mezi obě znepřátelené frakce. V roce 1991 zasáhlo zemi obrovské sucho a naprosté humanitární katastrofě se podařilo zabránit jen díky další mezinárodní pomoci.

## Mírová dohoda
V roce 2005 byla podepsána mírová dohoda ukončující vleklý konflikt. Dokument sestává z osmi protokolů a byl podepsán vice-presidentem súdánské vlády, Alim Osmanem Mohamedem Tahou, a šéfem lidové armády za osvobození Súdánu, Johnem Garangou. Ceremoniál se konal v Naivashi v Keni za přítomnosti dvanácti hlav států a afrických vlád a tajemníka americké vlády, Colina Powela. Dohoda zaručuje také možnost návratu súdánských uprchlíků a vypsání referenda o sebeurčení jihu po přechodném období šesti let.
Na základě dohodnutých podmínek byla také vytvořena demilitarizovaná Oblast Abeyi.